# Юбенкс, Кевин
Ке́вин Тайро́н Юбе́нкс (англ. Kevin Tyrone Eubanks; род. 15 ноября 1957, Филадельфия, США) — американский джазовый гитарист и композитор, младший брат Робина Юбенкса. Он вырос в музыкальной семье: его мать Вера была преподавателем музыки, а дядя Рэй Брайант — пианистом. Кевин получил образование в местной музыкальной школе и Музыкальном колледже Беркли, затем переехал в Нью-Йорк.
В 1980 году Юбенкс стал первым гитаристом ансамбля Арта Блэйки Jazz Messengers, в котором пробыл два года, после чего работал с Слайдом Хэмптоном, Роем Хайнзом, Майком Гиббсом, Сэмом Риверсом. Он исполнял главным образом фьюжн, однако в 1990 году во время работы с Дэйвом Холлендом увлёкся фри-джазом. В 1991 году выступал в группе GRP Дэйва Грузина.
В 2010 году вышел его последний на данный момент альбом Zen Food.